# Луганський пивоварний завод
ПАТ «Луганський пивоварний завод»  — підприємство харчової промисловості України, зайняте у галузі виробництва та реалізації пива та безалкогольних напоїв. Розташоване у місті Луганську.

## Історія
Луганський пивоварний завод веде свою історію від 1895 року, в якому було збудовано броварню «Горного Товариства Парового пивоварного заводу Я.Г.Прусського та В.В.Єфімова». 1903 року це сучасне на той час виробництво було, за деякими даними, викуплене місцевими підприємцями братами Ольховими, які вже володіли іншим місцевим пивоварним заводом, збудованим ще 1870 року.
У радянський період пивзавод було націоналізовано. Підприємство входило до складу Ворошиловградського пивоб'єднання Укрхарчопрому. 
В ході процесу роздержавлення власності на початку 1990-х пивзавод був приватизований у формі відкритого акціонерного товариства. 2001 року контроль над підприємством отримала «Донецька пивна група», контрольована фінансово-промисловою групою «СКМ» українського мільярдера Ріната Ахметова. Спочатку нові власники досягли суттєвого збільшення обсягів виробництва пива на підприємстві, однак з часом втратили зацікавленість у розвитку цього напряму бізнесу і виробництво пива в Луганську було припинене. 
2008 року розпочався процес виходу «СКМ» з пивного бізнесу, того ж року усі пивоварні активи групи знайшли нових власників. Луганський пивоварний завод було продано останнім, наприкінці року. Його новим власником стала луганська компанія «Кег-Сервіс», провідний дистриб'ютор пива в регіоні та торговельний партнер корпорації SABMiller, нового власника донецького пивзавода «Сармат». Ціна продажу не розголошувалася, однак за оцінками експертів не мала перевищити 700 тисяч доларів США.

## Асортимент продукції
Наразі підприємство випускає чотири сорти непастеризованого пива та один сорт квасу:
- «Кам'яний брід» — світле пиво з густиною 11 % та вмістом алкоголю 4,4 %. За даними виробника випускається за оригінальною рецептурою 1895 року.
- «Лєжакъ» — світле пиво верхового бродіня (ель) з густиною 12 % та вмістом алкоголю 5,0 %.
- «Баварське» — світле нефільтроване пиво з густиною 12 % та вмістом алкоголю 4,0 %.
- «Класичне» — світле пиво з густиною 11 % та вмістом алкоголю 4,0 %.
- «Ворошиловградський» — квас живого бродіння, нефільтрований.

## Цікаві факти
- Провідний сорт пивзаводу названий на честь місцевості Луганська Кам'яний Брід, в якій і розташоване підприємство. При цьому офіційна назва цього сорту «Кам'яний брод» являє собою суміш україномовних та російськомовних слів, тобто по суті є «суржикомовною».